# Нансенов пасош
Нансенов пасош је пасош који су користиле избеглице а назван је по др Фритјофу Нансену, првом међународном службенику коме је поверено старање о избеглицама. 
Године 1921. Савет Друштва народа је именовао Нансена за високог комесара са задатком да предложи мере у вези са руским избеглицама у Европи. Он је предложио стварање специјалних путних исправа које би користиле избеглице. У почетку Нансенов пасош су прихватиле 54 земље за руске избеглице, потом 1924. год. 38 земаља за јерменске избеглице, да би 1933. године. Друштво народа Конвенцијом потврдило Нансенов пасош и проширило и на немачке избеглице. 